# Sakartvelos Sup'ertasi 2021
La Sakartvelos Sup'ertasi 2021 è stata la 21ª edizione della competizione, disputata il 21 febbraio 2021 allo Stadio Mikheil Meskhi di Tbilisi tra la Dinamo Tbilisi, vincitore della Erovnuli Liga 2020 e il Gagra, vincitore della Sakartvelos tasi 2020. Il Saburtalo Tbilisi era la squadra campione in carica. La Dinamo Tbilisi ha conquistato il trofeo per l'ottava volta nella sua storia.

## Tabellino
| Arbitro: | Irakli Kherkhadze |

|                                               |                      |                                                              |
| Marušić 47’ Gabedava 67’                      | Marcatori            | 13’ Kobuladze 78’ Nozadze                                    |
| Sporkslede Kutsia Mongil Kvaskhvadze Gabedava | Tiri di rigore 5 – 4 | Khositashvili Kakiashvili Chaduneli Markozashvili Makatsaria |